# 92e division d'infanterie territoriale
La 92e Division d’Infanterie Territoriale est le nom d'une unité de l’armée française.

## Les chefs de la92eDivision d'Infanterie Territoriale
- 02/08/1914:  Général Calvel

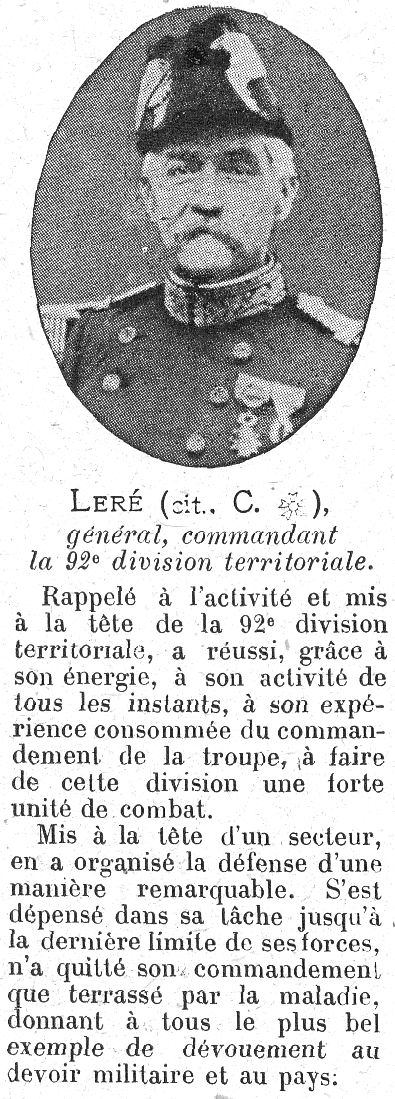
Général Leré

- 29/08/1914 - 11/09/1914:  Général Charpentier du Moriez
- 07/09/1914 - 12/02/1915 : Général Leré
- 13/02/1915 - 16/02/1915:  Général Muteau
- 16/02/1915 - 07/07/1915: Général Ruault

## LaPremière Guerre mondiale

### Composition au cours de laguerre
Mobilisée dans la 18e Région.
- 141e Régiment d'Infanterie Territoriale d'août 1914 à juillet 1915
- 142e Régiment d'Infanterie Territoriale d'août 1914 à juillet 1915
- 143e Régiment d'Infanterie Territoriale d'août 1914 à juillet 1915
- 144e Régiment d'Infanterie Territoriale d'août 1914 à juillet 1915

### 1914
28 - 31 août
Transport par VF de Bayonne et de Bordeaux, au nord de Paris
2 septembre : le 92e DIT occupe le secteur situé entre Mitry-Mory et la route de Paris-Senlis.
31 août - 1er octobre
Travaux dans « l’intervalle » nord-est du camp retranché de Paris
1er – 9 octobre
Mouvement par étapes vers Davenescourt, puis vers le nord d’Amiens; travaux d’organisation défensif au sud de l’Avre, puis au nord d’Amiens
09 - 12 octobre
Transport par camion dans la région de Nœux-les-Mines
12 octobre 1914-7 juillet 1915
Engagé dans la  Première bataille d'Artois, entre Vermelles et Angres: combats vers Vermelles, la Bassée et Aix-Noulette
À partir du 12 décembre, occupation d’un secteur vers la fosse Calonne et le Rutoire, étendu à droite, le 31 décembre, jusqu’à l’ouest d’Angres: travaux dans cette région, en vue de l’offensive française du 9 mai 1915 (2e Bataille d'Artois).
Du 16 au 29 mai, secteur réduit à un front étroit; situé à l’est de Grenay.

### 1915
7 juillet
Dissolution.